# Württemberg-Hohenzollern
Württemberg-Hohenzollern là một bang cũ của Tây Đức, thủ phủ là thành phố Tübingen. Bang được tạo ra vào năm 1945 như là một phần của vùng chiếm đóng của Pháp. Năm 1952, nó được sáp nhập vào bang mới được thành lập Baden-Württemberg.
Württemberg-Hohenzollern không nên nhầm lẫn với lớn hơn "gau" cùng tên được thành lập một thời gian ngắn trong Đệ Tam Quốc xã.
Württemberg-Hohenzollern bao gồm thuộc nửa phía nam của bang cũ Württemberg và khu vực hành chính Phổ Hohenzollern. Một nửa phía bắc của Württemberg đã trở thành bang Württemberg-Baden thuộc quyền quản lý Mỹ. Việc phân chia giữa phía bắc và phía nam đã được thiết lập để Autobahn kết nối Karlsruhe và Munich (ngày nay A8) được chứa trong khu vực Mỹ.
Ngày 18 Tháng 5 năm 1947, một hiến pháp mới được ban hành, và quốc hội đầu tiên của Württemberg-Baden được bầu. Với sự hình thành của Tây Đức ngày 23 tháng 5 năm 1949, Württemberg-Baden gia nhập các nước cộng hòa liên bang.